# لیتیم پرکلرات
لیتیم پرکلرات (به انگلیسی: Lithium perchlorate) با فرمول شیمیایی LiClO۴ یک ترکیب شیمیایی است. که جرم مولی آن ۱۰۶٫۳۹۲ g/mol می‌باشد. شکل ظاهری این ترکیب، بلورهای سفید است.